# L'Île des morts (bande dessinée)
Pour les articles homonymes, voir Île des morts.
L'Île des morts est une série de bande dessinée fantastique française écrite par Thomas Mosdi d'après l'univers de Howard Phillips Lovecraft et dessinée par Guillaume Sorel, qui assure également les couleurs.

## Analyse
L'histoire s'inscrit dans le cadre du Mythe de Cthulhu initié par l'écrivain américain Howard Phillips Lovecraft au début du XXe siècle. Elle présente le tableau L'Île des morts (Die Toteninsel) d'Arnold Bocklin comme une œuvre éminemment maléfique autour de laquelle gravitent tous les occultistes d'Europe,.

## Publication
- L'Île des morts, Vents d'Ouest, coll. « Gris Feu » :

1. In Cauda Venenum, 1991  (ISBN 2-86967-156-3).
2. Mors Ultima Ratio, 1992  (ISBN 2-86967-173-3).
3. Abyssus Abyssum invocat, 1993  (ISBN 2-86967-208-X).
4. Perinde ac cadaver, 1994  (ISBN 2-86967-266-7).
5. Acta est fabula, 1996  (ISBN 2-86967-451-1).

- L'Île des morts : L'Intégrale, Vents d'Ouest, coll. « Gris feu », 1996  (ISBN 2-86967-466-X).
- L'Île des morts : L'Intégrale, Vents d'Ouest, 2000  (ISBN 2-86967-921-1).
- L'Île des morts, Vents d'Ouest, coll. « [Les Intégrales] », 2009  (ISBN 978-2-7493-0495-3).